# 清水靖晃
清水 靖晃（しみず やすあき、1954年8月9日 - ）は、日本のサクソフォーン奏者、作曲家、音楽プロデューサー。静岡県島田市出身。
J.S.バッハを独自に解釈した創作活動でその名を知られている。

## 来歴・人物
静岡県島田市に生まれる。幼少よりピアノの訓練を受け、音楽に対する強い興味を育んでいた。1970年代、様々な楽器を扱うマルチプレイヤーとなり、とりわけサクソフォーンの演奏に秀でた気鋭の音楽家として表舞台に登場する。1978年、自作曲含む初のソロ・アルバムを発表。その後、土方隆行、笹路正徳、山木秀夫らと実験的ロック・バンド「マライア」を結成。1983年の解散までに、多数のコンサートツアーを行い、『うたかたの日々』（1983年）など計5枚のアルバムを残した。一方で多彩な音楽表現の可能性を探るべく『IQ-179』（1981年）、『案山子』（1982年）などのソロ・アルバムをリリース。こうしたユニークな活動を通して、清水は絶えず創作領域の限界を突破することに喜びを見出していた。後に坂本龍一と共に出演したナム・ジュン・パイクによる東京・ニューヨーク・ソウルを結んだ衛星通信プロジェクト『バイ・バイ・キップリング』（1986年）や、東京で行われた清水のライブインスタレーション作品『ヒューマン・クック・クロック』（2002年）などの活動に、そうした清水の創作上の探求心がうかがえる。
1983年、「清水靖晃&サキソフォネッツ」としての活動を開始。一見グループのようだが、実際は清水単独のプロジェクトであり、初アルバム『ロトム・ア・ペカン（北京の秋）』（1983年）では、ハリウッド映画全盛期への皮肉と賛辞を織り混ぜたアプローチを試みる。その結果、その時代の曲に芳醇なオーケストレーションと型破りなアレンジを施し、控えめな脱力感を漂わせるアルバムとなった。続いて『スターダスト』（1985年）、『ラテン』（1991年）をリリース。初アルバムから10年後『タイム・アンド・アゲイン』（1993年）を発表。同作は同時代に視点を合わせつつも、初期作品発表当時を振り返り、その質感を再抽出して組み立てたオリジナル曲で構成されており、オーケストラアレンジが清水のテナーサクソフォーンを見事に際立たせている。
1985年から1991年にかけて、パリとロンドンを拠点に活動。『サブリミナル』（1987年）、『デメントス』（1988年）、『アドゥナ』（1989年）の3枚のアルバムを発表し、様々なアーティスト、音楽家とコラボレーション、共演しながらヨーロッパ・マルチカルチュラル・音楽シーンの一翼を担う。またこの時期の活動を通じて、自身の音楽的ルーツを異なった視点から見るという有益な機会を得ることにもなったフランス人プロデューサーのマルタン・メソニエ、元フライング・リザーズのデヴィッド・カニンガム、セネガルの歌手ワシス・ディオップ等々、全く異なった文化、思想を持つアーティストと激論を交わしながら創作活動を展開する。後にディオップのアルバム『ノーサンツ』（1994年）を共同プロデュースした。
1996年及び1999年にリリースしたアルバム『チェロ・スウィーツ1.2.3』『チェロ・スウィーツ4.5.6』において、清水はJ.S.バッハの「無伴奏チェロ組曲」を、独自の解釈に基づきテナーサクソフォーンのために編曲し、演奏するという世界初の試みに着手した。この驚くべき試みは、きわめて高く評価され賞賛を浴びる。
1997年、ミニ・アルバム『バッハ・ボックス』を発表。まったく残響のない無機的な電気的正弦波などが素材として用いられ、それぞれの旋律は、オブジェのように無造作に配置されている。サクソフォンによる「無伴奏チェロ組曲」とは、対照的な音楽表現の特質を示すこのアルバムは、第39回日本レコード大賞企画賞を受賞。
また清水の演奏した「無伴奏チェロ組曲」は当時フジテレビで放送されたHONDAがスポンサーを担当していたミニ番組『鳥になる日』で放送されたCM”両輪で生きる”で使用されている。
このプロジェクトでは、演奏空間と産出される音響の関係が持つ創作上の意味について熟考を重ね、演奏空間それ自体を楽器化させる「バッハ/サクソフォーン/スペース」という清水独自のコンセプトを創案。とくに録音機材や場所にもこだわり、各空間の音響的特徴をあらかじめ綿密に調べた上で、最終的に、日本の大谷石地下採石場跡、釜石鉱山花崗岩地下空洞、イタリアの宮殿など、きわめて長い残響を生みだす場が選択された。また、同コンセプトの一環として演奏活動も各地で精力的に行う。例えば、1996年には京都高台寺、翌1997年に渋谷区役所前地下駐車場など。他にも2000年から2003年にかけて、新津市美術館、丸亀市猪熊弦一郎現代美術館、そして水戸芸術館など、「美術館」という特殊な意味をもつ空間に着目した演奏活動を展開した。
2006年、サキソフォネッツは新たに、江川良子、林田祐和、東涼太、鈴木広志を加え、清水を中心とするクインテットとして生まれ変わった。基本的にテナー3人、バリトン2人という変則的なアンサンブルである。2007年に発表したアルバム『ペンタトニカ』は五音音階を基にしたオリジナル作品を中心に、エチオピアの伝統音楽を編曲した作品が収められ、既存のジャンルの枠組みを超えるものに仕上がった。このアルバムも録音場所の選択や熟考された録音方法などからみて、清水ならではの個性がしっかり刻み込まれている。また、これらの作品を携えた演奏活動も精力的に重ねており、日本はもとよりモスクワ、キューバ、香港での海外公演も大成功を収めている。2010年、東京・すみだトリフォニーホールの委嘱作品として、バッハ「ゴルトベルク変奏曲」をサキソフォーン5本とコントラバス4本という異色の組み合わせで、編曲・初演。その後もアレンジに変容を重ね、アルバム『ゴルトベルク・ヴァリエーションズ』（2015年）を結実させる。
以後自身のプロジェクトのみならず、数々の映画、テレビ、アートビデオの音楽を作曲。ジュリエット・ベルト監督『アーブル』（1985年）、オスカーを受賞した滝田洋二郎監督の『僕らはみんな生きている』（1993年）、柳町光男監督作品では『カミュなんて知らない』（2006年）を含め3作品など。中野裕之監督『ステレオ・フューチャー』（2000年）、短編映画『午後三時三分十五秒の観覧車』、『CR七人の侍』（2008年）また1996年には、ピーター・グリーナウェイ監督の『ピーター・グリーナウェイの枕草子』にも曲を提供。
アルバム『ミュージック・フォー・コマーシャルズ』（1987年）は、日本におけるテレビコマーシャルがもっとも斬新だった1980年代に清水が手掛けたCM音楽作品集。さらに衛星放送の映画専門チャンネル「シネフィル・イマジカ」では全体のサウンド・イメージをプロデュースし、その音を集めたアルバム『シネフィル』（2001年）をリリース。2007年、NHK教育テレビの番組シリーズ『マテマティカ2』のテーマ曲として清水の作品が用いられている。2008年、ニュープリントされた二川文太郎監督の無声・剣戟映画『雄呂血』（1925年）に新たな音楽を作曲。ライブサウンドトラックとして清水とサキソフォネッツを含む約30人からなるオーケストラ編成により、一夜限りのイベントとして明治神宮会館で演奏された。現代美術家、篠原有司男と乃り子夫妻の日常を綴った米国ドキュメンタリー映画『キューティー＆ボクサー』（2013年）は、第86回アカデミー賞にノミネート。第7回シネマ・アイ・オナーズで作曲賞を受賞する。近年では、NHK制作のテレビドラマ『夏目漱石の妻』（2016年）や『みをつくし料理帖』（2017年）、さらには8Kスーパーハイビジョン・22.2ch立体音響による映像作品『国宝 源氏物語絵巻』（2017年）を担当する。
これらの他にビジュアルアートやコンテンポラリー・ダンスなど、異なる分野のクリエーターとも積極的に交流し、共にした仕事も数多くあり、主なものを以下に挙げる。映像作家川口真央とのビデオ・インスタレーション共同制作。舞踏家の滑川五郎とは、幾度ものパフォーマンスを共にし、アーティストのサイモン・ジェームスとは、インスタレーション・プロジェクト『ルック・ドント・タッチ』（1998年）、『チェイシング・ライト」（2002年）を行う。2004年、浜名湖花博では「庭文化創造館」というパビリオンで6つの庭のためのサウンドインスタレーションを手掛け、同年、そのサウンドを凝縮した『セヴンス・ガーデン』を発表。2006年から2007年にかけて、清水靖晃&サキソフォネッツの国内公演ではダンサーの康本雅子と共演した。
作曲家・編曲家・音楽プロデューサーとして活動の幅も広く、北島三郎、美川憲一、坂本龍一、上野耕路、ヘレン・メリル、カーリン・クロッグ、ピエール・バルー、渡辺香津美、テイ・トウワなど多種多様な音楽の制作に関わる。また、ビョーク、大貫妙子やトランペッターの近藤等則、吉田美奈子などのアルバムレコーディングに参加。その他にも、ビル・ラズウェル、エルヴィン・ジョーンズ、マヌ・ディバンゴ、ヴァン・ダイク・パークス、アーバン・サックス、山下洋輔らとも共演している。1991年から1994年にかけては、細野晴臣と『東京ムラムラ・フェスティバル』をプロデュース。マイケル・ナイマンとジョン・ゾーン、ジュリー・クルーズとジ・オーブといった意外な組み合わせで注目を集めた。
近年、1980年代にリリースしたソロ・アルバム『案山子』（1982年）、『ミュージック・フォー・コマーシャルズ』、バンド「マライア」の『うたかたの日々』（1983年）は再評価著しく、清水が残した音楽に共鳴する若い世代が欧米を中心に拡大している。

## ディスコグラフィー

### 清水靖晃
1. ゲット・ユー （1978年）
2. マライア （1979年）
3. ファー・イースト・エクスプレス （1979年）
4. ベルリン （1980年）
5. 愛究壱百七拾九 （1981年）
6. 案山子 （1982年）
7. ミュージック・フォー・コマーシャルズ （1987年） CM音楽作品集
8. サブリミナル （1987年）
9. デメントス （1988年）
10. アドゥナ （1989年）
11. シャドー・オブ・チャイナ （1990年） 映画サウンドトラック
12. パオ・ジャン・フー （1995年） ドキュメンタリー映画サウンドトラック
13. エックス （1996年） アニメーション映画サウンドトラック
14. ジュブナイル （2000年） 映画サウンドトラック
15. シネフィル （2001年） 映画専門チャンネル「シネフィル・イマジカ」音楽作品集
16. ステレオ・フューチャー （2001年） 映画サウンドトラック [共作：disc1 清水靖晃]
17. セヴンス・ガーデン （2004年） 浜名湖花博「庭文化創造館」サウンドインスタレーション圧縮版
18. ワン・ハンドレッド （2009年） ライブレコーディング w/デヴィッド・カニンガム
19. 55歳からのハローライフ （2014年） TVドラマ サウンドトラック
20. 夏目漱石の妻 （2016年） TVドラマ サウンドトラック
21. みをつくし料理帖 （2017年） TVドラマ サウンドトラック
22. 透明なゆりかご（2018年）TVドラマ サウンドトラック

### 清水靖晃&サキソフォネッツ
1. 北京の秋 （1983年）
2. スターダスト （1985年）
3. ラテン （1991年）
4. タイム・アンド・アゲイン （1993年）
5. チェロ・スウィーツ 1.2.3 （1996年）
6. フロム・ザ・チェロ・スウィーツ （1996年）
7. バッハ・ボックス （1997年） 第39回日本レコード大賞企画賞受賞
8. チェロ・スウィーツ 4.5.6 （1999年）
9. チェロ・スウィーツ （2003年） DVDオーディオ
10. ペンタトニカ （2007年）
11. チェロ・スウィーツ （2007年） 2枚組CD 『チェロ・スウィーツ1.2.3』、『チェロ・スウィーツ4.5.6』収録
12. ゴルトベルク・ヴァリエーションズ （2015年） SACD-Hybrid

### マライア
1. エン・トリックス（1980年）
2. アウシュビッツ・ドリーム（1981年）
3. 究極の愛（1981年）
4. レッド・パーティー（1982年）
5. うたかたの日々 （1983年）

## 作品

### 映画
- チャイナシャドー （1990年） 柳町光男監督
- 僕らはみんな生きている （1993年） 滝田洋二郎監督
- 旅するパオジャンフー （1995年） 柳町光男監督
- X（1996年）りんたろう監督
- ジュブナイル（2000年）山崎貴監督
- ステレオフューチャー （2000年） 中野裕之監督
- カミュなんて知らない （2006年）柳町光男監督
- 午後三時三分十五秒の観覧車（2008/短編映画）中野裕之監督
- 七人の侍 (2008年/短編映画) 中野裕之監督
- しんぼる (2009年) 松本人志監督
- さや侍 (2011年) 松本人志監督
- リルウの冒険 (2012年) 熊坂出監督
- キューティー＆ボクサー (2013年) ザカリー・ハインザーリング監督

### テレビドラマ
- 55歳からのハローライフ（2014年）NHK総合
- 経世済民の男 第三部「鬼と呼ばれた男〜松永安左ェ門」（2015年）NHK総合
- 夏目漱石の妻（2016年）NHK総合
- みをつくし料理帖（2017年）NHK総合
- 透明なゆりかご（2018年）NHK総合
- マンゴーの樹の下で〜ルソン島、戦火の約束〜（2019年）NHK総合
- 今ここにある危機とぼくの好感度について（2021年）NHK総合
- WOWOWオリジナルドラマ　椅子（2022年）WOWOW - オープニング音楽[2]
- 空白を満たしなさい（2022年）NHK総合[3]
- お別れホスピタル（2024年）NHK総合

### テレビ番組
- マテマティカ2（2007年）NHK教育
- ワーク・ラブ・バランス ～世界のアラフォー 10人の物語～ [原題：WOMEN AT 40: A Silent Revolution]（2012年）NHK/Point du Jour 日本/フランス共同制作
- ノンフィクションW 天才作曲家・早坂文雄 幻のテープが語る「七人の侍」（2014年）WOWOW

### 編曲・プロデュース・その他
- 太陽の使者 鉄人28号OP ｢太陽の使者・鉄人28号」ED1「希望にむかって～正太郎のテーマ～」（1980年）作曲
- 北島三郎 「漁歌」（1983年）編曲/プロデュース
- 原田悠里 「さよなら」（1984年）編曲 c/w「隠恋慕」（1984年）作曲/編曲
- 美川憲一 「さそり座の女 Part 2」 （1991年）編曲 アルバム『ゴールデン・パラダイス』収録
- 森岡賢 『Questions』（1994年） プロデュース
- 内田有紀 「追いかけてくる月」（1995年）編曲 アルバム『愛のバカ』収録
- フルムーン 『Time to Go』（2001年）編曲/プロデュース
- 山木秀夫 『There He Goes』（2002年）プロデュース
- AYUSE KOZUE 「ONE」（2008年1月16日）ストリング編曲
- TeN 「さよならの向こう側」（2008年）編曲
- 夏木マリ 「It's So Great -ザ・ヒットパレードTM-」（2008年）作曲/編曲
- テイ・トウワ 「All」（2009年）編曲 アルバム『Big Fun』収録
- Motion Graphics 「Lense」（2016年）リミックス